# اندل پاپ
اندل پاپ (استونیایی: Endel Paap؛ زادهٔ ۸ سپتامبر ۱۹۳۸) سیاستمدار و نماینده سابق مجلس اهل استونی است.
وی همچنین برندهٔ جوایزی همچون قهرمان کار سوسیالیست، نشان پرچم سرخ کار، و نشان لنین شده‌است.